# Copelatus fijiensis
Copelatus fijiensis är en skalbaggsart som beskrevs av Guignot 1955. Copelatus fijiensis ingår i släktet Copelatus och familjen dykare. Inga underarter finns listade i Catalogue of Life.